# Tolosanerkreuz

Tolosanerkreuz

Tolosanerkreuz auf der Flagge der französischen Region Midi-Pyrénées

Das Tolosanerkreuz (benannt nach Tolosa, dem okzitanischen Namen der Stadt Toulouse) ist ein gemeines Kreuz, dessen meist gleich lange Kreuzarme (griechisches Kreuz) langgezogenen, mittelalterlichen Vierpassreiten ähneln. Alle zwölf Spitzen sind mit kleinen Kugeln besteckt. In den meisten romanischen Sprachen wird es nach dem Land Okzitanien Okzitanisches Kreuz (Crotz occitana (okz.), Croix occitane (frz.), Cruz de Occitania (span.)) genannt.
Viele Begriffe sind für dieses Kreuz bekannt, aber nur wenige zutreffend. Die korrekte Übertragung aus der französischen Heraldik (croix cléchée, vidée (entleert, hohl) et pommetée (beäpfelt) de douze pièces (von 12 Stücken) – gerandetes (leeres) Schlüsselkreuz, 12-mal apfelbesteckt) ergäbe ein Vierpassreitenkreuz, besteckt mit 12 Perlen bzw. Kugeln. Mittelalterliche Schlüssel hatten oft Dreipass- oder Vierpassreiten als Schlüsselgriffe, wie aus der Heraldik bekannt, manche mit Perlen oder Kugeln an den Ecken besteckt. Alternative Bezeichnungen wie Schlüsselbordkreuz oder Schlüsselkreuz (frz. Croix cléchée) stehen fragwürdigen Benennungen wie „Schlüsselringkreuz“ und „Blattkreuz“ gegenüber. Letztere kommt schon wegen der offenen Form des Tolosanerkreuzes nicht in Frage. Das okzitanische Kreuz ist eine wenig gebrauchte Wappenfigur, jedoch besonders in Südfrankreich um Toulouse in Wappen verbreitet.